# Château neuf de Worb
Le château neuf de Worb, appelé en allemand Neues Schloss Worb, est une maison de maître situé sur le territoire de la commune bernoise de Worb, en Suisse.

## Histoire
Le château neuf est construit pour Franz Ludwig von Graffenried entre 1734 et 1737, probablement par l'architecte bernois Albrecht Stürler. Racheté en 1792 par Johann Rudolf von Sinner, il est ensuite l'objet de rénovations majeures par différents propriétaires de 1831 à 1916. En 1985, il est acheté par Charles von Graffenried qui le fait entièrement rénover.
Le château, encore en mains privées de nos jours, est inscrit comme bien culturel d'importance nationale. Il ne doit pas être confondu avec l'ancien château, datant du XIIe siècle.

## Sources
- (de) Cet article est partiellement ou en totalité issu de l’article de Wikipédia en allemand intitulé « Schloss Worb » (voir la liste des auteurs).